# Elterngeld
Das Elterngeld ist eine Transferzahlung des Staates für Familien mit kleinen Kindern zur Unterstützung bei der Sicherung ihrer Lebensgrundlage, die in erster Linie als Entgeltersatzleistung ausgestaltet ist. Die Elterngeldzahlung geht über die Zeit des Mutterschutzes hinaus und wird je nach Land verschieden lang gezahlt.

## Andere europäische Staaten
In Dänemark sind 52 Wochen mit Elterngeld vorgesehen (Stand: März 2021), davon vier Wochen vor und 14 Wochen nach der Geburt für die Mutter, 2 Wochen für den Vater nach der Geburt und während der ersten 14 Wochen. Die folgenden 32 Wochen können zwischen den Eltern nach deren Wünschen geteilt werden.
In Estland gibt es ein einjähriges Elterngeld in Höhe von 100 % des vorherigen Lohns.
In Finnland dauert die Elternzeit 317 Wochentage (etwa 12 Monate), davon 105 Wochentage (vier Monate) für die Mutter, 54 Wochentage (etwa neun Wochen) für den Vater, die übrige Zeit kann frei auf die Elternteile verteilt werden (Stand: März 2021). Das Elterngeld ist gehaltsabhängig und liegt oft bei 70 % des Einkommens, mindestens 23,73 Euro pro Tag. 2022 wurde der Anspruch auf Elternzeit reformiert: Jeder der beiden Eltern erhält Anspruch auf 163 Tage und kann hiervon bis zu 63 Tage an den anderen Elternteil abgeben.
In Frankreich gibt es kein Elterngeld, dessen Höhe sich an dem zuvor erzielten Einkommen orientiert. Stattdessen gibt es einen „Beitrag zur freien Wahl der Erwerbstätigkeit“, wenn ein Elternteil seine Berufstätigkeit vorübergehend einstellt oder nur Teilzeit arbeitet. Höhe und Dauer der Leistung hängt von der Kinderzahl ab.
In Island gibt es seit 2020 zwölf Monate Elterngeld. Sechs davon sind für die Mutter, die anderen sechs für den Vater vorgesehen; bei sechs Wochen sind die Eltern in der Wahl der Verteilung auf die Elternteile frei. Die Höhe des Elterngeldes beträgt 80 Prozent des Bruttogehalts, maximal 4184 Euro im Monat (Stand: März 2021). Im Jahr 2014 nahmen 80 Prozent der Väter Elternzeit. Der Anteil geht jedoch zurück, seit im Jahr 2008 der Höchstbetrag reduziert wurde.
In Litauen wird für sechs Monate ein Elterngeld in Höhe von 100 % des vorherigen Lohns gezahlt, und für weitere sechs Monate in Höhe von 85 % des vorherigen Lohns.
In Norwegen werden entweder 59 Wochen lang 80 Prozent des Einkommens oder 49 Wochen lang hundert Prozent des Einkommens gewährt, was für Einkommen bis etwa 5200 Euro monatlich gilt (Stand: März 2021). Bei Modell 1 sind für die Mutter 15 Wochen reserviert, bei Modell 2 19 Wochen; für den Vater gelten dieselben Zeiten. 71 % der Väter nehmen Elternzeit in Anspruch (Stand 2019), 46 % der Väter nehmen zehn oder mehr Wochen Elternzeit.
In Österreich gibt es seit 2000 das Kinderbetreuungsgeld. Vorher gab es andere Modelle (Karenzgeld).
Nach der Regelung für Elterngeld und Elternzeit in Schweden steht dort Eltern für jedes Kind zusammen für 480 Tage Elterngeld zu (Stand: Juni 2022). Die Höhe der Geldleistung ist zum einen an das Einkommen vor der Geburt des Kindes gekoppelt, zum anderen auch an die Dauer des in Anspruch genommenen Elternurlaubs. Der Anspruch gibt Anrecht auf eine 80%ige Lohnersatzleistung, die als Leistung der Sozialversicherung gezahlt wird. Wahlweise kann das schwedische Elterngeld pro Tag zu einem Achtel (also circa einer Stunde) bis zum 8. Lebensjahr des Kindes bezogen werden, und darüber hinausgehende bezahlte Arbeitsfreistellungen bis zum 12. Lebensjahr des Kindes sind durch das zeitweilige Elterngeld großzügiger geregelt als dies etwa beim deutschen Kinderkrankengeld der Fall ist.
In der Schweiz gibt es weder Elternzeit noch Elterngeld. Es bestehen jedoch Bestrebungen seitens der Eidgenössischen Koordinationskommission für Familienfragen (EKFF), entsprechende Regelungen einzuführen.
In Spanien ist Elterngeld ebenfalls unbekannt. Es gibt eine 16-wöchige Mutterschutzzeit mit 100%iger Lohnfortzahlung durch die Sozialversicherung sowie zwei Wochen Vaterschaftsurlaub. Danach haben beide Elternteile Anspruch auf unbezahlten Urlaub, der aber aufgrund des ausfallenden Einkommens recht selten in Anspruch genommen wird. Eine weitere Option ist die Arbeitszeitverringerung mit entsprechender Lohnkürzung.
Im Vereinigten Königreich wird im Anschluss an eine sechswöchige Frist ein Pauschalbetrag gezahlt. Für ab dem 3. April 2011 geborene Kinder ist vorgesehen, dass der Vater oder ggf. der Partner der Mutter bis zu sechs Monate des Mutterschaftsurlaubs beanspruchen kann, sofern die Mutter wieder berufstätig ist.